# Armand
Armand, artiestennaam van Herman George van Loenhout (Eindhoven, 10 april 1946 – aldaar, 19 november 2015), was een Nederlandse protestzanger. Met het nummer Ben ik te min? stond hij in 1967 14 weken in de Top 40 en brak hij door als artiest. Armand maakte deel uit van de hippiegeneratie en stond bekend als fervent gebruiker van cannabis. Zijn albums bevatten maatschappijkritische teksten, veelal geïnspireerd door de hippie-ideologie.

## Loopbaan

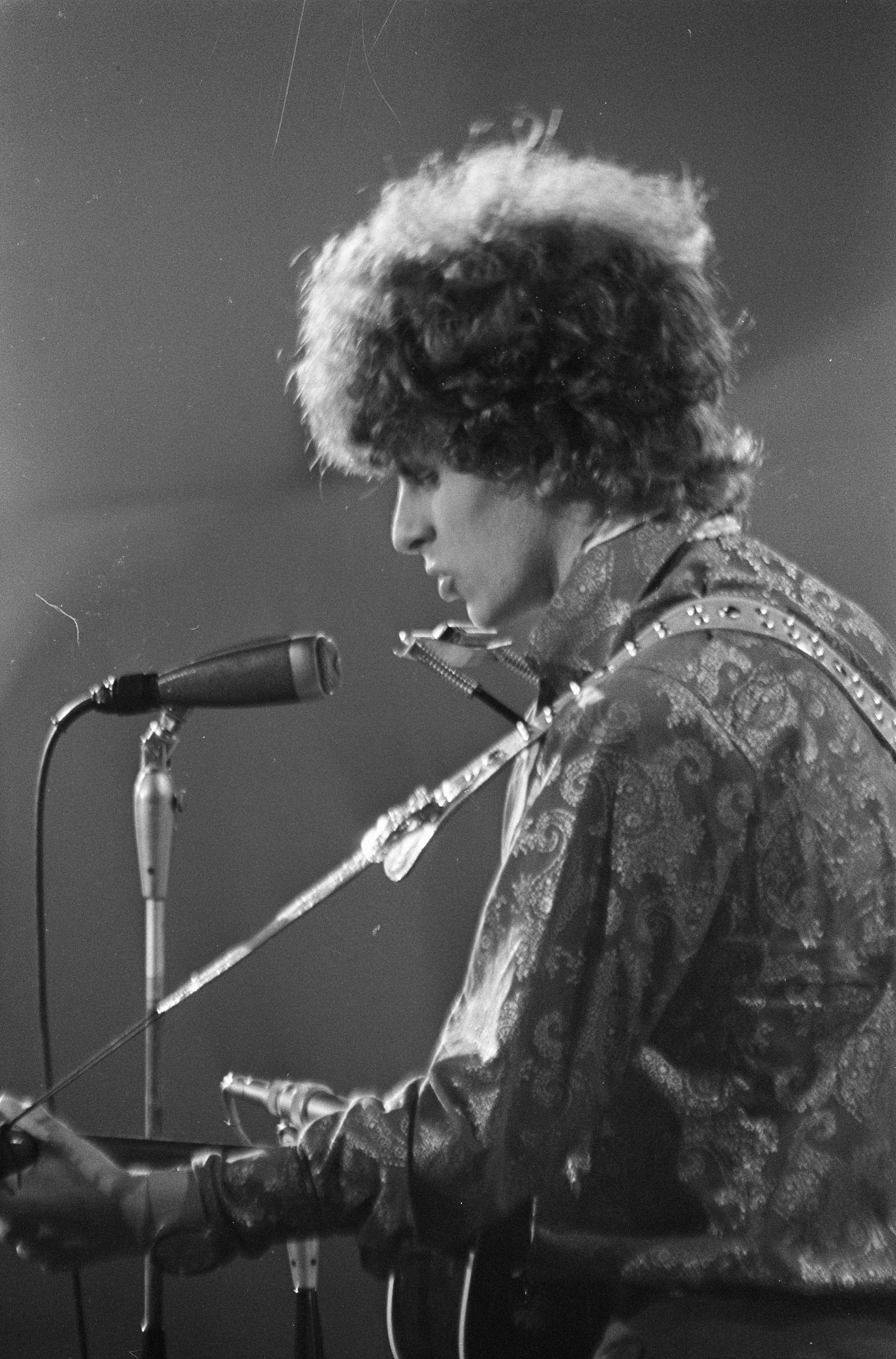
Armand (Concertgebouw 1967, in het voorprogramma van Donovan)

Als kind begon Armand reeds met liedjes zingen en leerde hij blokfluit, harmonica en gitaar spelen, tijdens het herstel van meerdere verzwakkende aandoeningen (meerdere longontstekingen, astma, pleuritis en eczeem). Zelf verklaarde hij later dat zijn "lichamelijke pech" hem geestelijk sterker had gemaakt. Zijn eerste optreden was op achtjarige leeftijd in België. Hij doorliep de ulo en studeerde een jaar bouwkunde aan de UTS te Eindhoven, waar zijn vader een leidinggevende functie bekleedde bij het Philips-concern.

### Jaren 1960
Armands grote voorbeelden waren Bob Dylan, Pete Seeger en Woody Guthrie. Armand, ex-lid van de Shannon Boys en Les Gilets, bracht zijn eerste solo-single En nou ik uit in 1965. Dat werd een flop, maar hij gaf niet op en vervolgens verscheen de single Een van hen ben ik. Hiermee bereikte hij aanvankelijk slechts de tipparade, totdat drie maanden later Radio Veronica de B-kant op de radio liet horen, getiteld Ben ik te min?. In het voorjaar van 1967 stond hij daarmee 14 weken in de Top 40. In maart 1967 verscheen hij voor het eerst op de televisie, in het programma Moef Ga Ga. In datzelfde jaar kwam Blommenkinders in de Nederlandse Top 40 met een negentiende plaats als hoogste positie. In een dagbladinterview in september 1967 kondigde hij aan niet langer het imago wilde nastreven van dwarse protestzanger die tekeer gaat tegen de samenleving, maar meer dat van een zachtaardiger "bloemenkind".
Hierna weigerde platenlabel Philips Lijpe Harrie uit te brengen waarna Armand besluit het liedje Laat maar te schrijven voor de debuutsingle van Lenny Kuhr. Tien jaar later brengt hij Lijpe Harrie alsnog uit.
Omdat Armand een groot voorstander was van legalisering van softdrugs en Philips weigerde teksten daarover uit te brengen, stapte hij in 1970 over naar Telstar van Johnny Hoes. Op het platenlabel Killroy verschenen van 1971 tot 1981 zes albums. De albums van Armand staan bekend om de maatschappijkritische teksten, veelal geïnspireerd op de hippie-ideologie. Na de jaren 1960 bleef hij actief als zanger, ook al taande zijn populariteit en kreeg hij het stigma van de "overgebleven" hippie met zijn kruistocht voor cannabis-legalisering als stokpaardje.

### Jaren 1980 en 1990
In 1981, toen de Nederlandstalige pop sinds het verzamelalbum Uitholling overdwars een sterke opleving doormaakte, bracht Armand nog het album Nachtbraken uit, maar in de jaren daarna leek Armand steeds meer verdwenen in de betrekkelijke anonimiteit van het alternatieve circuit en bleef onlosmakelijk het imago van "de protestzanger uit de sixties" aan hem kleven.
In 1990 brak Armand met de grote platenmaatschappijen. In 1994 verscheen het album One of eur kind, dat alleen te koop was bij zijn optredens. In 1996 vierde hij zijn 50ste verjaardag met de dubbel-cd Armand 50 jaar. In april dat jaar volgde het album A Tribute To Armand/50 Years And Still In The Highlife met Brabantse artiesten die nummers van Armand spelen.
In 1993 schreef Armand een artikel over de geschiedenis van het Nederlandse cannabisbeleid vanuit zijn persoonlijke ervaring. Ook in de jaren daarna bleef Armand bij dit glossy tijdschrift over cannabis betrokken.

### Na de eeuwwisseling
Op 14 december 2011 nam Armand als eerste Nederlandse hippieartiest deel aan het televisieprogramma Ali B op volle toeren. Hij vertolkte in deze aflevering zijn eigen versie van Straattaal, een nummer van rapster Nina, die op haar beurt samen met Ali B een rapversie maakte van Armands hit Ben ik te min?.
Op 12 juni 2015 verscheen in samenwerking met The Kik het album Armand & The Kik, dat op 20 juni 2015 binnenkwam op nummer 16 in de Album Top 100. Op het album dat zowel verkrijgbaar is op cd als vinyl, staan minder bekende liedjes van Armand aangevuld met enkele nieuwe liedjes, muzikaal begeleid door The Kik. Er volgde een mini-tour met The Kik langs verschillende poppodia in Nederland. Na zijn dood steeg zijn hit Ben ik te min? in de Top 2000 van 2015 1189 plaatsen naar de 90e plek en het was daarmee de op een na grootste stijger. Tevens kwam Blommenkinders opnieuw in de lijst.
Op 15 november 2016 verscheen de biografie van Armand. De titel van de biografie is Armand: En nou ik en is geschreven door Marcel Groenewegen, bassist van The Kik. Marcel Groenewegen heeft Armand tot kort voor zijn overlijden geïnterviewd.

## Privéleven
Armand was driemaal gehuwd en had uit zijn tweede huwelijk twee zoons.

### Overlijden
Na geruime tijd ziek te zijn geweest overleed Armand op 19 november 2015 in een ziekenhuis in Eindhoven op 69-jarige leeftijd aan een longontsteking. Er werd een afscheidsdienst gehouden met de naam Armands Laatste Show voor familie, vrienden en fans in de Effenaar. Armands Laatste Show werd gepresenteerd door Dave von Raven, zanger van The Kik. Naast sprekers was er ook veel ruimte voor muziek. Grote en minder grote hits werden gezongen door onder andere Lucky Fonz III en The Kik. Na de bijeenkomst is Armand in besloten kring gecremeerd.

## Discografie

### Albums
| Jaar | Titel                                 | Drager         | Label                          | Catalogusnr.          |
| ---- | ------------------------------------- | -------------- | ------------------------------ | --------------------- |
| 1967 | Armand                                | 12"-lp         | Fontana                        | 680 534 TL            |
| 1968 | Blommenkinders                        | 12"-lp         | Fontana                        | XPY 857 050           |
| 1972 | Ben ik te min? en 13 andere successen | 12"-lp         | Fontana                        | 6428 024              |
| 1972 | Rue de la Paix                        | 12"-lp         | Killroy                        | 16901                 |
| 1974 | Een beetje vriendelijkheid            | 2 12"-lp's     | Killroy                        | 25001/02              |
| 1976 | Terug naar de aarde                   | 12"-lp + 7"-ep | Killroy                        | 21001                 |
| 1977 | Armand '77 (alternatieve versies)     | 12"-lp         | Killroy                        | RGB 12520 RL          |
| 1978 | Tintels voor de mensen                | 12"-lp         | Killroy                        | 21007                 |
| 1979 | Grootste hits                         | 12"-lp         | Fontana                        | 6410 150              |
| 1981 | Nachtbraken                           | 12"-lp         | Killroy                        | 21019                 |
| 1986 | Waar 't om draait                     | 12"-lp         | Marlstone                      | TLP 16003             |
| 1990 | De beste van Armand                   | Cd             | Sky                            | TCD 10096             |
| 1994 | One of eur kind                       | Cd             | Sativa                         | 93001                 |
| 1996 | 50 jaar                               | 2 cd's         | Sky                            | TCD 10208 2           |
| 2003 | Singles A's & B's                     | 3 cd's         | Hunter Music                   | HM 1481 2             |
| 2004 | Hollands glorie                       | Cd             | Tone Entertainment B.V.        | 8714221016833         |
| 2007 | Mooie woorden                         | 3 12"-lp's     | Muze-um                        | 13                    |
| 2009 | Het beste van Armand                  | Cd             | Telstar                        | 8713545795851         |
| 2015 | Armand & The Kik (met The Kik)        | Cd             | Excelsior Recordings/Top Notch | 0602547329868         |
| 2016 | Armand                                | Cd             | Top Notch                      | 0602547740229         |
| 2020 | Zo'n mooie dag                        | Digitaal       | Top Hole Records               | TH 185 Online release |
| 2021 | Omni Tintelaar                        | Digitaal       | Top Hole Records               | TH 197 Online release |

#### Albums in de Album Top 100
| Album met eventuele hitnotering(en) in de Nederlandse Album Top 100 | Datum van verschijnen | Datum van binnenkomst | Hoogste positie | Aantal weken | Opmerkingen |
| ------------------------------------------------------------------- | --------------------- | --------------------- | --------------- | ------------ | ----------- |
| Armand & The Kik                                                    | 12-06-2015            | 20-06-2015            | 16              | 10           | met The Kik |

### Singles
| Jaar | Titel | Drager     | Label                    | Catalogusnr.                                     |
| ---- | --- | ---------- | ------------------------ | ------------------------------------------------ |
| 1966 | En nou ik / Twee minuten (later heruitgebracht als "Want er is niemand (En nou ik)" / "Dat is juist de pest! (Twee minuten)")   | 7"-single  | Fontana                  | YF 278 118                                       |
| 1966 | Eén van hen ben ik / Ben ik te min?                                                                                             | 7"-single  | Fontana                  | YF 278 134                                       |
| 1967 | Eén van hen ben ik: Ben ik te min? ~ Want er is niemand (En nou ik) / Dat is juist de pest! (Twee minuten) ~ Eén van hen ben ik | 7"-ep      | Fontana                  | 463 322 TE                                       |
| 1967 | Wat het klootjesvolk wil weten / Zoek je zo eenzelfde verschijnsel mens                                                         | 7"-single  | Fontana                  | YF 278 154                                       |
| 1967 | Zoek je zo eenzelfde verschijnsel mens / Toekomst                                                                               | 7"-single  | Fontana                  | YF 278 157                                       |
| 1967 | Blommenkinders / Opgedragen aan de oorden der benevelde agrariërs                                                               | 7"-single  | Fontana                  | YF 278 158                                       |
| 1968 | Ik krijg er een punthoofd van / Het woord Jenny                                                                                 | 7"-single  | Fontana                  | YF 278 164                                       |
| 1969 | Waar wil je heen gaan, m'n liefste (Where do you go to, my lovely) / Laat maar                                                  | 7"-single  | Philips                  | JF 336 101                                       |
| 1970 | Op de tandem naar Marokko / Lijpe Harrie (met The Walkers)                                                                      | 7"-single  | Killroy                  | KR 1544                                          |
| 1970 | Suzy / To you America | 7"-single  | Killroy                  | KR 1565                                          |
| 1971 | Je broer wordt ook soldaat / Als alle grenzen opengaan                                                                          | 7"-single  | Killroy                  | KR 1697                                          |
| 1973 | De oorlog woedt in jezelf / Hou van mij                                                                                         | 7"-single  | Killroy                  | KR 1819                                          |
| 1973 | Acapulco (Til me nog eens op) / Waterfiets ~ Ik heb 't gevonden                                                                 | 7"-ep      | Killroy                  | KR 1876                                          |
| 1973 | Vrijheid / De plantagewerker | 7"-single  | Killroy                  | KR 1880                                          |
| 1974 | Een beetje vriendelijkheid / Ne Haber Arkadaslar                                                                                | 7"-single  | Killroy                  | KR 1979                                          |
| 1976 | Terug naar de aarde: zoethoudertjes / Waar is je glimlach? ~ Als de verbeelding spreekt (bijlage bij lp)                        | 7"-ep      | Killroy                  | 60024                                            |
| 1976 | Lijpe Harrie (Alt) / Op de tandem naar Marokko (Alt)                                                                            | 7"-single  | Killroy                  | KR 2247                                          |
| 1977 | Ben ik te min? (Alt) / Blommenkinders (Alt)                                                                                     | 7"-single  | Killroy                  | KR 2336                                          |
| 1977 | Dat is juist de pest! (Twee minuten) (Alt) / Ma je had gelijk (Alt)                                                             | 7"-single  | Killroy                  | KR 2570                                          |
| 1979 | De hasjiesjman / Waar blijft de rest?                                                                                           | 7"-single  | Killroy                  | KR 2818                                          |
| 1980 | Ben ik te min? / Blommenkinders                                                                                                 | 7"-single  | Philips                  | 6017 043                                         |
| 1981 | Zomer in de lage landen / Nachtbraken                                                                                           | 7"-single  | Killroy                  | KR 3383                                          |
| 1984 | Liever een Rus (in de keuken dan een raket in de tuin) / Nog steeds te min                                                      | 7"-single  | Sky                      | 4134                                             |
| 1985 | Vrijheid 2 (is een vol getankte Mercedes) / Waar 't om draait                                                                   | 7"-single  | Marlstone                | STI 4266                                         |
| 1986 | Die momenten / Zonder poen | 7"-single  | Marlstone                | TS 16014                                         |
| 1991 | Cupdag ~ L'Europe ~ Was ik maar president ~ Fuck the blues                                                                      | Cd's       | TBA                      | LE91 101                                         |
| 1997 | Ben ik te min? (Ska-versie) ~ Ben ik te min? (Instrumentaal) (met Let's Quit)                                                   | Cd's       | New Road Music           | NRM 971104                                       |
| 2015 | Snelle jongens / Fuck the blues (met The Kik)                                                                                   | 7"-single  | Top Notch                | 12469 (Blauw, groen, oranje, rood en geel vinyl) |
| 2021 | Cupdag ~ L'Europe ~ Was ik maar president ~ Fuck the blues                                                                      | Online     | Top Hole Records         | TH 201 OL                                        |
| 2025 | De Vrije Ark / Spoken word with Ome Cor Penders                                                                                 | 7"- single | N.A.R. & Jukebox Revival | J.R.R. 1                                         |

#### Singles in de Top 40
| Single met eventuele hitnotering(en) in de Nederlandse Top 40 | Datum van verschijnen | Datum van binnenkomst | Hoogste positie | Aantal weken | Opmerkingen  |
| ------------------------------------------------------------- | --------------------- | --------------------- | --------------- | ------------ | ------------ |
| Want er is niemand/Dat is juist de pest                       | 1966                  |                       | tip             |              | debuutsingle |
| Eén van hen ben ik/Ben ik te min                              | 12-1966               |                       | tip             |              |              |
| Ben ik te min                                                 |                       | 4-3-1967              | 5               | 14           |              |
| Blommenkinders                                                |                       | 2-9-1967              | 19              | 7            |              |

### Dvd's
| Jaar | Titel           | Format | Label          | Catalogusnr. |
| ---- | --------------- | ------ | -------------- | ------------ |
| 2004 | Hoezo ik te min | dvd    | Alpha Centauri | ACE 11098    |

### NPO Radio 2 Top 2000
| Nummers met noteringen in de NPO Radio 2 Top 2000 | '99 | '00 | '01 | '02 | '03 | '04 | '05  | '06  | '07  | '08  | '09 | '10 | '11 | '12 | '13  | '14  | '15  | '16 | '17 | '18  | '19  | '20  | '21  | '22  | '23  | '24  |
| ------------------------------------------------- | --- | --- | --- | --- | --- | --- | ---- | ---- | ---- | ---- | --- | --- | --- | --- | ---- | ---- | ---- | --- | --- | ---- | ---- | ---- | ---- | ---- | ---- | ---- |
| Ben ik te min                                     | 508 | 402 | 540 | 457 | 442 | 307 | 382  | 508  | 382  | 404  | 893 | 676 | 796 | 715 | 1022 | 1279 | 90   | 706 | 904 | 1411 | 1315 | 1392 | 1418 | 1691 | 1568 | 1813 |
| Blommenkinders                                    | -   | -   | -   | -   | -   | -   | 1493 | 1764 | 1461 | 1869 | -   | -   | -   | -   | -    | -    | 1421 | -   | -   | -    | -    | -    | -    | -    | -    | -    |

1. ↑  Een '-' betekent dat het nummer niet was genoteerd en een vetgedrukt getal geeft de hoogste notering van een nummer aan.

## Biografie
- Marcel Groenewegen, Armand: En nou ik, uitgeverij Nijgh & Van Ditmar, 2016, ISBN 978 90 388 0143 8